# Cleostratus monocerus
Cleostratus monocerus är en insektsart som beskrevs av Carl Stål 1877. Cleostratus monocerus ingår i släktet Cleostratus och familjen torngräshoppor. Inga underarter finns listade i Catalogue of Life.